# UNITED EMPIRE
 UNITED EMPIRE （ユナイテッド・エンパイア）は、主に新日本プロレスにて活動するユニット。旧称「THE EMPIRE」。

## 概要

### 設立の経緯
2020年10月16日、G1 CLIMAX30のAブロック公式戦最終戦においてウィル・オスプレイは当時、CHAOSの同門であり、オスプレイが新日本プロレスマットに上がるきっかけを作ってくれ、兄と慕っていたオカダ・カズチカと対決した。
ところが、試合の終盤にオスプレイが以前からガールフレンドと公表しているビー・プレストリーが突如リングサイドに登場し、ビーがレフェリーに不服で詰め寄る間にRevPROに海外遠征をしていたグレート-O-カーンが乱入、オカダに対してエリミネーターを敢行した。突然の出来事に戸惑う様子を見せたオスプレイであったが、KOしたオカダにストーム・ブレイカーを繰り出しピンフォール勝ちを収めた。
勝利後も困惑した様子を見せるオスプレイは、リング外でビーとキスを交わした後、態度を豹変させダウンしたオカダに裏切りのヒドゥン・ブレイドを炸裂させる。罵声を浴びせたオスプレイは、オカダの頭に足を乗せレインメーカーポーズを決めた。
オスプレイは2人と共に退場し、バックステージに登場すると、CHAOSにおいてオカダに次ぐ2番手とされていることを不服として、同ユニットからの脱退を表明。さらに、-O-カーンとビーを紹介し、新ユニットを立ち上げることを明らかにした。
翌日、オスプレイと-O-カーンがSNS上においてユニット名を『THE EMPIRE』とすることを明かした。

## 略歴

### 2020年

#### THE EMPIRE
- 10月18日のG1 CLIMAX30 シリーズ最終日の第4戦に、オスプレイ&-O-カーン組で登場し、オカダ＆SHO組と対決し、ユニットとしての活動を本格スタートさせた。またこの試合が事実上、-O-カーンの凱旋試合となった。試合はこれまでのオスプレイにはあまりみられなかったラフファイトや、セコンドに就いたプレストリーの介入もありオスプレイがSHOに足4の字固めでギブアップ勝ち。ユニットの初陣を白星でスタートさせた[2]。

- 11月7日のPOWER STRUGGLEにおいて-O-カーンがオカダとスペシャルシングルマッチで対戦するも、敗戦。試合後、オスプレイがオカダに対戦要求をし、翌年1月4日のWRESTLE KINGDOM15 東京ドーム大会でスペシャルシングルマッチでの対戦が決定した[3]。試合後、オスプレイはバックステージにおいて「もうすぐ”新メンバー”を紹介できそうだ。」とコメントを残した。

- -O-カーンがWORLD TAG LEAGUE2020に初エントリー。しかし、パートナーは”X”とされ、ユニット新メンバーとも思われるその正体はリーグ開幕までベールに包まれていた。11月15日の同リーグ初戦となる棚橋弘至&トーア・ヘナーレ戦において-O-カーンの入場に続き、“X”としてジェフ・コブが登場しユニット加入となった。

### 2021年
- 1月4日、5日のWRESTLE KINGDOM15にてオスプレイがオカダ、-O-カーンが棚橋とのスペシャルシングルマッチ、コブが鷹木信悟とNEVER無差別級選手権試合を戦うも、3人全員敗れてしまう。

#### UNITED EMPIRE
- 1月6日のNEW YEAR DASH!!にて辻陽太、天山広吉、小島聡組と対戦して勝利を収めるも試合終了後に相手を痛め続け、-O-カーンがTTD（テンザン・ツームストーン・ドライバー）で天山を担架送りにした。その後、WRESTLE KINGDOM15の敗北を受けてユニット名を『UNITED EMPIRE』と改めることをオスプレイ、-O-カーンがともに宣言した[4]。

- 1月30日のTHE NEW BEGINNING in NAGOYAにて-O-カーンは天山との敗者モンゴリアンチョップ封印マッチ、オスプレイは小島とのノーDQマッチに勝利した。大会終了後、-O-カーンがNEVER無差別級選手権試合に勝利した棚橋のマイクパフォーマンスに乱入、棚橋をエリミネーターで沈めNEVER無差別級への挑戦を表明した。

- 2月28日、CASTLE ATTACK 大阪城ホールにて-O-カーンが棚橋とのNEVER無差別級選手権に挑戦するが、敗れる。

- 3月21日、NEW JAPAN CUP 2021にてオスプレイが初優勝。SAKURA GENESIS 2021でのIWGP世界ヘビー級王座への挑戦権を獲得した。ところが、試合後のリング上において先述の通り、オスプレイは公私共にパートナーのプレストリーに突如オス・カッターを見舞い、ユニットから事実上の追放を行った。直後のバックステージでオスプレイは、「IWGP世界ヘビー級のベルトこそが世界一の証で、俺はベストでありたい。だから今日、世界で一番愛する女性にオスカッターを食らわせないといけなかった。付き合って5年、同棲もしている。でも、もうどうでもいい。今の俺にはIWGP世界ヘビー級王座以外は興味がない（一部省略）」と、その真意を明かした[5]。

- 4月4日、SAKURA GENESIS 2021の第3試合にて試合前から“X”と予告されていた新メンバーとして、トーア・ヘナーレ改めアーロン・ヘナーレが加入した。この試合でヘナーレはSANADAからピンフォール勝ちを納めた。オスプレイも飯伏幸太の保持するIWGP世界ヘビー級王座に挑戦し勝利し、第2代IWGP世界ヘビー級王者となる。

- 5月4日、レスリングどんたく2021で行われたIWGP世界ヘビー級選手権試合において、オスプレイが鷹木を下し初防衛に成功した。が、この試合で首を負傷したことにより「全治未定」の状態と発表され、オスプレイも防衛したベルトを返上することとなった[6]。

- 8月14日（現地）、アメリカ・カリフォルニア州で行われたRESURGENCE大会の試合間、リングに欠場中のオスプレイが突如現れ、自作したと思われるIWGP世界ヘビー級王座のベルトを携えて復帰を宣言する。ベルトの返上を不服として、自らが手に持つベルトの防衛戦を行っていくことを一方的に宣言した。

- 9月19日（現地）、オスプレイの母国であるイギリスで行われたRevPROの興行において、オスプレイがブリティッシュ・ヘビー級王座の防衛に成功した。試合後、新日本プロレスから無期限遠征中の海野翔太らも混ざった乱闘が起こるが、その中でオスプレイはタッグチーム「Aussie Open」と共闘。他選手を撃退し、メンバーのカイル・フレッチャーとマーク・デイビスがUNITED EMPIREに加入した。

- 10月17日に配信されたNJPW STRONG『AUTUMN ATTACK』において、オスプレイは「自作のベルト」を懸けカール・フレドリックスと対戦して見事勝利を収めた。試合後も攻撃を止めないオスプレイに対して、LA DOJOのクラーク・コナーズとTJPが登場するが、暗転と共にスクリーンに「TJP」の文字が浮かぶとTJPがオスプレイと結託。LA DOJOを裏切り、UNITED EMPIREへと加入した。

### 2022年
- 1月5日の東京ドーム大会ではオスプレイがIWGP世界ヘビー級王者のオカダに挑戦するも敗れる。更にコブが内藤哲也に、-O-カーンがSANADAにそれぞれ敗れ、2年連続で東京ドーム大会において全敗を喫する事となってしまった。
- 3月28日、オスプレイが新日本プロレスの公式YouTubeチャンネルの動画内にてジュニアヘビー級に新たなメンバーを投入する事を予告[7]。
- 4月9日、両国国技館大会にて-O-カーン&コブ組が後藤洋央紀&YOSHI-HASHI組を下し、IWGPタッグ王座を奪取[8]。また、第7試合で行われたIWGPジュニアヘビー級選手権試合の直後、予告されていた新メンバーとしてフランシスコ・アキラが現れ、BEST OF THE SUPER Jr.参戦を宣言した[9]。
- 5月1日の福岡大会にて、-O-カーン&コブ組が後藤洋央紀&YOSHI-HASHI組、バッドラック・ファレ&チェーズ・オーエンズ組との3WAYマッチに挑むも、後藤がオーエンズに敗れベルトを失う。
- 5月15日から開幕したSUPER Jr.にはTJPとアキラの2選手が出場。両選手とも決勝進出はならなかったが、6月3日のシリーズ最終戦でIWGPジュニアタッグ王座を保持する田口隆祐&マスター・ワトから勝利を収め、王座挑戦をアピールした。
- 6月12日、大阪城ホール大会にて、オスプレイがSANADAに勝利しIWGP USヘビー級王座を奪取。更に、-O-カーン&コブ組がファレ&オーエンズ組からIWGPタッグ王座を奪還した。
- 6月20日、後楽園ホール大会にて、TJP&アキラ組が田口&ワト組からIWGPジュニアタッグ王座を奪取した。
- 8月23日、同年9月2日から始まる「バーニング・スピリット」シリーズより、ギデオン・グレイのユニット加入・新日本参戦が発表される。RPWへ海外遠征していた際の-O-カーンがグレイが率いるユニット“The Legion”に所属していたなど、かねてよりUNITED EMPIREとは関わりの強い人物ではあった。
- 9月3日、-O-カーンがプロレスリング・ノア大阪大会に参戦し、グレート・ムタ、NOSAWA論外とのタッグでノアのユニット「金剛」の拳王、征矢学、タダスケ組と対戦。試合には勝利したが、試合後にムタの毒霧を浴び、結果として裏切られる形となった。

## メンバー
- グレート-O-カーン（結成 - ）
- HENARE（2021年4月4日 - ）
- フランシスコ・アキラ（2022年4月9日 - ）
- カラム・ニューマン（3代目リーダー）（2023年6月19日 - ）
- ジェイコブ・オースティン・ヤング （2024年9月6日 - ）
- テンプラリオ（2024年12月10日 - ）

### 歴代共闘メンバー
- グレート・ムタ（2022年9月3日）

試合後にムタが-O-カーンに毒霧を放ち、この日限りで決別。
- NOSAWA論外（2022年9月3日）
- KONOSUKE TAKESHITA

2024年のG1 CLIMAXにて、公式戦以外の試合で共闘。

### 歴代サポートメンバー
- ジェシー・バルガス（2022年6月12日 - ）
- 宮根誠司（2022年11月5日 - ）
- 唐ワンくん（2022年12月5日 - ）
- 熊谷健太郎（2024年12月22日 - ）
- 大張正己（2025年4月5日 - ）[10]
- 相羽あいな（2025年6月1日 - ）
- マフィア梶田（2025年7月4日 - ）

## 元メンバー
- ビー・プレストリー（結成 - 2021年3月21日 追放）
- ダン・モロニー（2023年3月26日 - 2023年6月4日 脱退）（BULLET CLUB加入）
- ウィル・オスプレイ（初代リーダー）（結成 - 2024年2月11日 脱退）（新日本プロレス退団）
- ジェフ・コブ（2020年11月15日 - 2025年04月19日 脱退）（新日本プロレス退団）
- TJP（2代目リーダー）（2021年9月21日 - 2025年5月9日 脱退）

## タイトル歴
以下にはTHE EMPIRE結成前のタイトルは含まない。また、現メンバーのタイトルのみとする。
グレート-O-カーン
- NJPW WORLD認定TV王座（第8代）
- KOPW2024（第2代、第4代）
- RPWブリティッシュ・ヘビー級王座（第26代）

HENARE
- NEVER無差別級王座（第45代）

グレート-O-カーン&HENARE
- IWGPタッグ王座（第105代）

グレート-O-カーン&カラム・ニューマン
- IWGPタッグ王座（第109代）